# Port lotniczy Ambon
Port lotniczy Ambon (indonez. Bandara Internasional Pattimura) – międzynarodowy port lotniczy, położony na indonezyjskiej wyspie Ambon, w pobliżu miasta Ambon.

## Linie lotnicze i połączenia
- Lion Air (Fak Fak, Dżakarta, Kaimana, Langgur, Sorong, Surabaja, Makassar)
- Garuda Indonesia (Dżakarta, Makassar, Surabaja)
- Wings Air (Makassar, Manado, Surabaja)
- Merpati Nusantara Airlines (Dżakarta, Surabaja)
- Sriwijaya Air (Dżakarta, Makassar)